# El Cuajilote, Puebla
El Cuajilote är en ort i Mexiko.   Den ligger i kommunen San Jerónimo Xayacatlán och delstaten Puebla, i den sydöstra delen av landet, 180 km sydost om huvudstaden Mexico City. El Cuajilote ligger 1 443 meter över havet och antalet invånare är 161.
Terrängen runt El Cuajilote är huvudsakligen kuperad, men västerut är den platt. Runt El Cuajilote är det ganska tätbefolkat, med 75 invånare per kvadratkilometer. Närmaste större samhälle är Acatlán de Osorio, 7,4 km väster om El Cuajilote. I omgivningarna runt El Cuajilote växer huvudsakligen savannskog.